# Eger
Eger (pronunție „Egher”) este un oraș în districtul Eger, județul Heves, Ungaria, având o populație de 52.788 de locuitori (2011).

## Demografie
Componența etnică a municipiului Eger
     Maghiari (95%)
     Romi (2,24%)
     Necunoscut (1,23%)
     Alții (1,53%)
Componența confesională a municipiului Eger
     Romano-catolici (45,01%)
     Fără religie (17,53%)
     Reformați (5,97%)
     Atei (2,22%)
     Necunoscută (28,1%)
     Alte religii (2,72%)
Conform recensământului din 2011 orașul Eger avea 52.788 de locuitori. Din punct de vedere etnic majoritatea locuitorilor (95,0%) erau maghiari, cu o minoritate de romi (2,24%). Apartenența etnică nu este cunoscută în cazul a 1,23% din locuitori. Majoritatea locuitorilor sunt romano-catolici (45,01%), cu minorități de persoane fără religie (17,53%), reformați (5,97%) și atei (2,22%). Pentru 28,1% din locuitori nu este cunoscută apartenența confesională.

## Monumente
- Catedrala Sfântul Ioan din Eger
- Minaretul din Eger

## Personalități născute aici
- Alexandru Ziffer (1880 – 1962), pictor.